# انتخابات پارلمانی ایرلند شمالی (۲۰۲۲)
انتخابات مجلس ایرلند شمالی ۲۰۲۲ در ۵ مه ۲۰۲۲ برگزار شد. ۹۰ عضو مجمع پارلمان ایرلند شمالی را انتخاب کرد. این هفتمین انتخابات پارلمانی از زمان تأسیس مجلس ایرلند در سال ۱۹۹۸ به‌شمار می‌رود.
این انتخابات سه ماه پس از سقوط قوه مجریه ایرلند شمالی بدنبال استعفای پل جیوان وزیر اول (DUP) در اعتراض به پروتکل ایرلند شمالی برگزار شد.